# Leovigild nyugati gót király
Leovigild, más írásmóddal Liuvigild, Leuvigild, vagy Leogild (519 körül – 586. április 21.) a nyugati gótok hispániai államának királya társkirálya 569-től, királya 573-tól haláláig. Az arianizmus híveként üldözte a katolikusokat. Egyike volt a birodalom legerélyesebb uralkodóinak, aki Spanyolországból kiszorította a görögöket, megfékezte a lázongó főnemességet, és visszaszerezte a királyságnak tekintélyét, A nyugati gótoknak Eurich király által összegyűjtött törvényeit megint érvényre emelte. Amikor fia, Hermenegild, az ariánus hitről letérve, a katolikusokat lázadásra ösztönözte, elfogatta s miután az ariánus hitre visszatérni vonakodott, 585-ben Tarragonában lefejeztette. Élete végén a szvévek fölött aratott diadalt. Ő volt a nyugati gótoknak utolsó ariánus hitű királya.

## Uralkodása
Leovigild egy évvel testvére, I. Liuva trónra lépése után lett társuralkodó 569-ben, és Hispania Citerior kormányzását kapta meg. Feleségül vette Goisunthát, Athanagild özvegyét 570-ben a Cartagena és Málaga közötti terület ellen vezetett büntetőhadjáratot, 571-ben elfoglalta az erős város Asidoniát, 572-ben Córdobát.
573-ban meghalt Liuva és ezzel Leovigild egyeduralkodó lett Hispániában és Gallia Narbonensisben. Elvesztett feleségétől származó két fiát, Hermenegildet és Rekkaredet társuralkodókká tette. Még ebben az évben meghódította Sabaria tartományt, 574-ben Cantabriát, 575-ben a Galicia-beli Montes Aregensest. 576-ban feldúlta a szvébek határterületeit, 577-ben elfoglalta a Cartagena környékén levő Orospeda területet. Leovigild ezzel nagyjából helyreállította uralmát a korábbi nyugati gót területeken és 578-ban Celtiberiában alapított egy várost – fia neve után Recopolist, valószínűleg a mai Zorita de los Canest – amit szépen kiépíttetett.
579-ben fia, Hermenegild elvette I. Sigebert frank király, Austrasia uralkodója lányát, és megkapta kormányzásra a nyugati gót királyság egy részét. Hermenegild azonban – Goisuntha királyné párthíveire támaszkodva – fellázadt apja ellen Hispalisban (a mai Sevilla), ami súlyos pusztításokhoz vezetett a következő években.
580-ban Leovigild ariánus zsinatot hívott össze, ahol megkönnyítették a katolikus hitről az ariánusra való áttérést. Ezentúl nem volt szükséges megkeresztelkedni, elegendő volt a kézrátétel és áldozás révén való megtisztulás. 581-ben elfoglalta baszkföld egy részét és megalapította Victoriacum – valószínűleg a mai Vitoria – városát.
582-ben Leovigild sereget gyűjtött lázadó fia ellen, és 583-ban megkezdte Hispalis ostromát. Hermenegild segítségére érkezett Miro, a szvébek királya, de meghalt. A szvéb trónon fia, Eborik követte őt. Közben Leovigild kiéheztette és az ostrommal annyira megviselte Hispalist, hogy 584-ben sikerült bevennie, miután fia a bizánciak által ellenőrzött területre menekült. Ezután sorra visszafoglalta a korábban fiához pártolt városokat és Córdobában fiát is elfogjta, akit megfosztva királyságától, Valenciába küldött száműzetésbe.
585-ben Leovigild feldúlta a szvéb királyság területét, azaz Galiciát, elfogta és megfosztta  trónjától Audekát – aki papi pályára tért – és a szvébek államát csatolta a Nyugati Gót Királysághoz. Közben Hermenegildet Tarraco-ban (ma Tarragona) megölték. A frankok el akarták foglalni Gallia Narbonensist, ezért sereggel vonultak oda. Leovigild a fiát, Rekkaredet küldte ellenük, akinek súlyos harcok árán sikerült visszavernie a frankokat.
Leovigild a következő évben, 586-ban meghalt, és fia, Rekkared követte őt a trónon.